# Ås (Suède)
Pour les articles homonymes, voir AS.
Cet article concerne la commune suédoise. Pour la commune norvégienne, voir Ås (Norvège).
Ås est une paroisse de l'ouest de la Suède, située dans le comté de Halland, sur le territoire de la commune de Varberg.

## Paroisses limitrophes
- Värö (au nord-ouest)
- Veddige (au nord)
- Sällstorp (au nord-est)
- Stamnared (à l'est)
- Valinge (au sud-est)
- Lindberg (au sud-est)
- Torpa (au sud)

## Démographie
| Année      | 1920  | 1981  |
| ---------- | ----- | ----- |
| Population | 1 173 | 1 172 |

## Lieux et monuments
- Ruines témoignant de l'existence d'un ancien monastère cistercien détruit en 1535
- Église dont la tour a été édifiée en 1804